# أذينة طويلة الأوراق
الأذينة طويلة الأوراق أو العيزارة طويلة الورق (باللاتينية: Phlomis longifolia) نوع نباتي يتبع جنس الأذينة من الفصيلة الشفوية.

## الموئل والانتشار
موطن هذا النوع بلاد الشام وقبرص وتركيا.

## مرادفات للاسم العلمي
- (باللاتينية: Phlomis bailanica Vierh.)
- (باللاتينية: Phlomis bertramii Post)
- (باللاتينية: Phlomis parvifolia Post, nom. illeg.)
- (باللاتينية: Phlomis longifolia var. bailanica (Vierh.) Hub.-Mor.)